# Nothobomolochus scomberesocis
Nothobomolochus scomberesocis is een eenoogkreeftjessoort uit de familie van de Bomolochidae. De wetenschappelijke naam van de soort is voor het eerst geldig gepubliceerd in 1863 door Henrik Nikolai Krøyer.